# Língua mang
Mang, ou Mashan Miao, Mashan Hmong (麻山 máshān), é uma língua Miao falada na China. O endônimo Mang é similar às demais línguas Hmongic Osidentais, como, por exemplo, a língua Mong.

## Variedades
Mang foi classificado por Wang (1985) como um ramo as línguas Hmongic Ocidentais com quatro variedades. Matisoff (2001) deu a essas quatro variedades o status de línguas separadas e, de forma conservadora, não as manteve como um único grupo dentro de Hmongic Ocidentais. Li Yunbing (2000) adicionou duas variedades menores que tinham sido deixadas sem classificar por Wang: Sudeste (conforme Strecker - " Luodian Muyin") e Sudoeste ("Wangmo").
- Central Mang: 70 mil falantes,000 speakers
- Mang Setentrional: 35 mil
- Mang Ocidental: 14 mil
- Mang Meridional: 10 mil
- Mang Sudeste: 4 mil
- Mang Sudoeste: 4 mil

## Fonologia e escrita
Um alfabeto pinyin foi criado para Mang em 1985, mas provou ter deficiências. Wu e Yang (2010) relatam a criação de um novo alfabeto, embora provisório, com base no dialeto Central Mang do Condado de Ziyun, cidade  Zōngdì  宗 地 vila  Dàdìbà  大地 坝
As consoantes pinyin são:
labial: b p nb np, m f v, by py nby my, bl pl nbl npl ml
lateral: l lj
dental ou oclusiva alveolar: d t dl dj nd nt n
africada dental: z c s nz nc
retroflexa: dr tr ndr nr sh r
alveolo-palatal: j q nj x y ny
velar ou uvular: g k ngg ng, h w hw
(zero)
A oposição latina entre Fortis e Lenis foi cooptada para indicar aspiração, como costuma ser nos alfabetos pinyin.
Correspondências entre os dialetos de Central Mang incluem Dadiba retroflexa dr, tr com dentais z, c em outra aldeia do mesmo município de Zongdi, Sanjiao (三脚 Sānjiǎo). As outras cinco variedades de Mang têm iniciações mais palatalizadas do que o Central Mang, embora estas possam ser transcritas como a medial -i-. As iniciais by, py, nby, my são pronunciadas [pʐ pʰʐ mpʐ mʐ ] em Central Mang e [pj pʰj mpj mj] nas demais 5 vaieadades Mang.
Vogais e finais, incluindo os necessários para empréstimos chineses, são:
a aa [ã] ai ao ain ang
e ea ei en ein eu ew eng
i iou in ie iu iao ian iang
o ou ow ong
u uw ua ui ue un uai uan uang
yu
A maioria dos dialetos do Mang Central e do Mang Ocidental tem onze a treze tons. Em comparação com as categorias de oito tons de outros idiomas Hmongic Ocidentais, os tons ímpares são divididos em dois. Os tons de pelo menos três aldeias de Central Mang foram documentados: Dadiba (Wu & Yang 2010), Jiaotuozhai (Wang & Mao 1995; Li 2000) e Jingshuiping (Xian 1990; Mortensen 2006), todas na municipalidade Zongdi de Ziyun County. Eles ficam a vários quilômetros de distância e têm pequenas diferenças.
|    |    | Dadiba  | Jingshuiping | Jiaotuozhai |
| -- | -- | ------- | ------------ | ----------- |
| 1a | -b | ˦˨ 42   | ˧ 3          | ˧˨ 32       |
| 1b | -p | ˨ 2     | ˨ 2          | ˨ 2         |
| 2  | -x | ˥ 5     | ˦˨ 42        | ˥˧ 53       |
| 3a | -d | ˥˧ 53   | ˥˧ 53        | ˦˨ 42       |
| 3b | -z | ˨˧˨ 232 | ˨˧˨ 232      | ˨˧˨ 232     |
| 4  | -l | ˩ 1     | ˩ 1          | ˩ 1         |
| 5a | -t | ˥ 55    | ˥ 55         | ˥ 55        |
| 5b | -c | ˨˦ 24   | ˨˦ 24        | ˧˥ 35       |
| 6  | -s | ˩˧ 13   | ˩˧ 13        | ˩˧ 13       |
| 6' | -p | ˨ 2     | ˨ 2          | ˧ 3         |
| 7a | -k | ˧ 3     | ˦ 4          | ˦ 4         |
| 7b | -s | ˩˧ 13   | ˩˧ 13        | ˩˧ 13       |
| 8  | -f | ˨˩ 21   | ˨˩ 21        | ˨˩ 21       |

Embora alguns pares de tons (como tons 6 e 7b) tenham o mesmo valor quando pronunciados sozinhos, eles se comportam de forma diferente em relação ao tom sandhi e devem ser tratados como diferentes fonologicamente. Os tons também interagem com os tipos de fonação e a qualidade da vogal. Os tons 4 e 6 de Jiaotuozhai são expressivos e têm vogais mais altas.